# Walter Mantegazza
Wálter Daniel Mantegazza González (Montevideo, 1952. június 17. – 2006. június 20.) válogatott uruguayi labdarúgó, középpályás.

## Pályafutása

### Klubcsapatban
1973–74-ben a Nacional labdarúgöja volt. 1974 és 1977 között a mexikói Club León, 1977 és 1979 között a Tigres UANL csapatában szerepelt.

### A válogatottban
1974-ben tíz alkalommal szerepelt az uruguayi válogatottban és egy gólt szerzett. Részt vett az 1974-es NSZK-beli világbajnokságon.

## Sikerei, díjai
Nacional
- Uruguayi bajnokság
  - bajnok: 1972

 Tigres UANL
- Mexikói bajnokság
  - bajnok: 1977–78